# Heteropsis alaokola
Heteropsis alaokola is een vlinder uit de onderfamilie Satyrinae van de familie Nymphalidae. De wetenschappelijke naam van de soort is voor het eerst geldig gepubliceerd in 1916 door Charles Oberthür. 
Deze soort is endemisch op Madagaskar en zijn habitat zijn bossen.

## Synoniemen
- Gallienia alaokola (Oberthür, 1916)
- Masoura alaokola
- Heteropsis (Masoura) alaokola